# Nghĩa Tiến
Nghĩa Tiến là một xã thuộc thị xã Thái Hòa, tỉnh Nghệ An, Việt Nam.
Xã Nghĩa Tiến có diện tích 12,34 km², dân số năm 1999 là 3.108 người, mật độ dân số đạt 252 người/km².